# جزیره ساروانوفسکی
جزیره ساروانوفسکی (انگلیسی: Sarvanovsky Island) یک جزیره در دریاچه اومبوزروی استان مورمانسک کشور روسیه است.